# 마닐라삼
마닐라삼(Abacá, 학명: Musa textilis)은 파초과의 여러해살이풀로, 필리핀 토종 바나나의 일종이다. 높게는 4.0-6.7m까지 자라며, 보통은 평균 3.7m로 자란다. 잎은 크고 긴 타원형이다. 잎은 식물의 원줄기에 달리며, 잎 아랫부분은 잎집이 되어 줄기를 감싼다. 이 잎집에는 귀중한 섬유가 들어 있다.  정련되지 않은 섬유는 길이가 약 1.5-3.5m이고, 주로 셀룰로오스·리그닌·펙틴 같은 식물성 물질로 이루어져 있다. 분리해낸 섬유는 마닐라라는 상품명으로 판다.
마닐라삼은 3-8개월에 한 번씩 수확한다. 성숙한 식물체만 자르고 뿌리는 땅 속에 남겨두는데, 이는 오래된 뿌리에서 새로운 식물체가 자라기 때문이다. 잘라낸 식물체에서 잎집을 길게 떼어낸 뒤 섬유만 남겨두고 펄프를 긁어낸다. 마닐라삼 섬유는 질기며, 물·햇볕·바람에 대한 저항력이 크므로 밧줄을 만드는 데 사용한다. 마날라삼은 종이를 만들 때도 쓰인다.

## 같이 보기
- 바틱
- 천연섬유
- 마닐라 봉투